# Xã Elk, Quận Chester, Pennsylvania
Xã Elk (tiếng Anh: Elk Township) là một xã thuộc quận Chester, tiểu bang Pennsylvania, Hoa Kỳ. Năm 2010, dân số của xã này là 1.681 người.